# Civitas (mouvement)
Pour les articles homonymes, voir Civitas (homonymie).
Civitas est un mouvement politique d'extrême droite intégriste européen originaire de France. Fondé en tant qu'association en 1999, Civitas devient un parti politique en 2016. Il est notamment connu pour ses actions contre des œuvres d'art qu'il juge blasphématoires ou contre le mariage homosexuel.
En août 2023, le ministre de l'Intérieur français Gérald Darmanin engage la dissolution du mouvement après des propos antisémites d'un invité de l'université d'été de Civitas. Cette dissolution est approuvée le 4 octobre 2023 par le Conseil des ministres. Il demeure actif en Suisse et en Belgique où il n'est pas interdit, ainsi qu'en France via le faux-nez « Sainte Geneviève Paris».

## Historique en France

### Débuts sous forme d'association (1999-2016)

#### Naissance et première période (1999-2011)
L'institut Civitas est fondé en 1999 par l’amiral François de Penfentenyo,, et dirigé depuis 2012, par Alain Escada. Il est, avec ICHTUS, le résultat d'une scission ou l'un des héritiers du mouvement de laïcs intégristes La Cité catholique,, fondé par l'intellectuel maurrassien Jean Ousset, collaborateur du régime de Vichy et chantre de l'idéologie nationaliste et contre-révolutionnaire. Dans cette première période, Civitas regroupe des personnes marquées à l'extrême droite ou traditionalistes. On trouve à l'époque dans sa revue notamment les signatures de Michel Fromentoux ou de Jacques Bompard.
Xavier Beauvais, directeur spirituel historique du mouvement Civitas, est lié à la Fraternité sacerdotale Saint-Pie X, organisation catholique fondée en 1970 et en désaccord doctrinal avec le Vatican depuis la fin du concile Vatican II. Il a été condamné en 2016 pour injures à caractère racial.
La direction de Civitas présente une proportion notable d’anciens officiers supérieurs. Dominique Chrissement, secrétaire général entre 1999 et 2009, a occupé les fonctions de chef d’état-major de la zone de défense d’Île-de-France. Jean-Claude Philipot, qui a exercé la fonction de secrétaire général sous la présidence d’Alain Escada, est commissaire-colonel de l’armée de Terre et ancien chef adjoint d’état-major de la zone de défense Est. Xavier Pierson, l’un des cofondateurs du mouvement aux côtés de Dominique Chrissement et François de Penfentenyo, est colonel de la Légion étrangère et ancien directeur du mémorial de Verdun.

#### Essor médiatique avec Alain Escada (2012-2014)
Civitas connaît un essor médiatique avec l'arrivée à sa tête d'Alain Escada, militant d'extrême droite belge issu du courant national-catholique, ancien cadre du Front nouveau de Belgique (FNB), qui devient en 2009 secrétaire général de l'association.
Alain Escada est aidé dans la direction de Civitas par un cercle d'adjoints dont Léon-Pierre Durin, ancien du MNR, et Jean-Claude Philipot, ancien délégué général de Dies Irae,.
Civitas milite pour la « rechristianisation » de la France et de l'Europe. L'association se définit comme un mouvement social et politique du « lobby catholique traditionaliste », un « mouvement dont le but est la restauration de la royauté sociale de Notre Seigneur Jésus-Christ ».
L'institut Civitas revendique début 2013 plus de 1 000 adhérents et 170 000 « sympathisants » abonnés à sa mailing list. Civitas nourrit des ambitions pour les élections municipales de 2014, visant l'implantation de 300 élus formés par leurs soins, sans succès.

#### Prise d'autonomie et politisation de Civitas (2014-2016)
À partir de la fin de 2014, les liens s'estompent entre la FSSPX et Civitas, qui devient plus politique et entend recruter au-delà des cercles catholiques. Libération note : « Cet automne, il y a eu des remaniements à la tête des lefebvristes et les nouveaux dirigeants sont plus distants. Et cette année, les soutanes étaient moins nombreuses à défiler ».
Pour l'historien Étienne Fouilloux, les militants de l'association, en prônant l'établissement de la royauté sociale du Christ sur terre, contestent le régime républicain lui-même. Selon-lui, Civitas joue dans les mouvements catholiques « un rôle homologue à celui des trotskystes ou des anarchistes dans les manifestations de gauche […], celui d'une minorité agissante moins soucieuse de solutions concrètes que de tension révolutionnaire (ou contre-révolutionnaire) ».
Le 29 janvier 2016, l'Union des familles laïques annonce qu'à la suite de leur pétition, Civitas ne sera plus financée par l'argent public,.
En mars 2016, les auteurs des attentats de Bruxelles envisageaient de frapper le quartier de La Défense et l'institut Civitas, cibles qui n'auraient pas été jugées prioritaires.
La même année, Libération évoque la « chute de la maison Civitas », notant le départ de plusieurs personnalités de sa direction à cause de la proximité d'Alain Escada avec l'extrême-droite radicale comme Alain Soral, faisant fuir les plus modérés, sa difficulté à mobiliser au-delà des marges ainsi que des démêlés avec le fisc.

### Parti politique (depuis 2016)

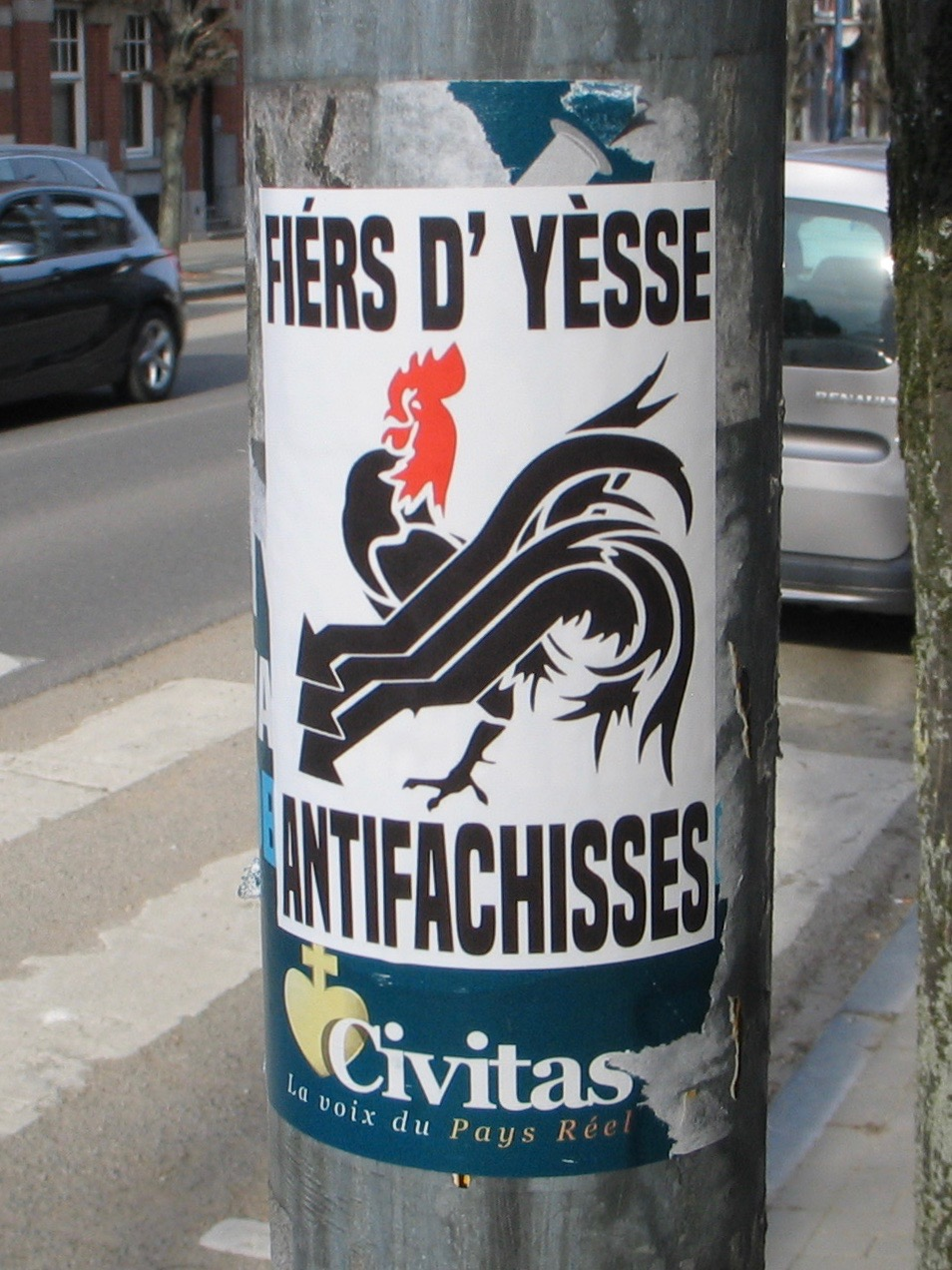
Autocollant de Civitas recouvert par des militants antifascistes à Namur (Belgique).

En juin 2016, Civitas devient un parti politique qui se définit comme un « mouvement politique inspiré par le droit naturel et la doctrine sociale de l’Église catholique » qui veut « rechristianiser la France » et se présente comme un « lobby catholique traditionaliste », ce qui lui permet de faire bénéficier ses donateurs de déductions fiscales,. Le député Olivier Falorni interpelle à ce sujet le gouvernement à l'Assemblée nationale. Le programme, présenté en septembre 2016, emprunte à différentes sources selon Le Figaro qui le voit comme « poujadiste, antimondialiste, anti-immigrés et identitaire ». Selon La Croix, « les membres de ce parti se sont notamment illustrés dernièrement lors de campagnes contre l’avortement ou encore pendant la Manif pour tous où ils étaient armés de pancartes aux slogans scabreux. Controversé, ce mouvement est régulièrement critiqué, recevant de nombreuses demandes d’interdiction et de contrôle ».
Civitas fonde la Coalition pour la Vie et la Famille, avec le soutien d'un élu régional du parti néonazi grec Aube dorée et d'un député du parti néonazi slovaque Parti populaire « Notre Slovaquie ». Son président, Alain Escada, demande 500 000 € de subventions annuelles au Parlement européen.

#### Législatives 2017
Aux législatives de 2017, le parti annonce présenter 24 candidats (sur 577 circonscriptions) dont « la moitié est composée de parias du FN » selon l'expression de l'hebdomadaire Marianne, incluant Alexandre Gabriac qui avait été exclu en 2011 du Front national pour avoir fait un salut nazi. Dans son programme figure le retour au catholicisme comme religion d'État, l'interdiction de l'IVG, l'expulsion des immigrés, l'abrogation du mariage homosexuel avec l'annulation des mariages déjà contractés. Selon Marianne, ces propositions « fleurent bon la France de Vichy, qui suscite d'ailleurs l'admiration des tradis de Civitas, nostalgiques du maréchal Pétain ». Le parti s'oppose à la démocratie, « tout comme leur figure tutélaire, le royaliste et antisémite notoire, Charles Maurras ». Ce sont finalement 14 candidats qui se présentent, tous éliminés à l'issue du premier tour.
| Tableau des résultats par circonscription                 |                |          |
| Circonscription et nom du candidat                        | Nombre de voix | Résultat |
| Bouches du Rhône – 3e circonscription – Karine Harouche   | 79             | 0,27 %   |
| Gironde – 1re circonscription – Pierre Dinet              | 107            | 0,22 %   |
| Isère – 2e circonscription – Alexandre Gabriac            | 200            | 0,57%    |
| Isère – 9e circonscription – Thibault Barge               | 234            | 0,50%    |
| Loire – 5e circonscription – Céline Thomas                | 548            | 1,11%    |
| Moselle – 5e circonscription – Jacqueline Berger          | 142            | 0,45%    |
| Moselle – 9e circonscription – François Gauche            | 174            | 0,41%    |
| Pas de Calais – 7e circonscription – Marie-Jeanne Vincent | 141            | 0,34%    |
| Paris – 3e circonscription – Marthe Caude                 | 110            | 0,29%    |
| Paris - 4e circonscription – Michel Simonnot              | 105            | 0,27%    |
| Var – 7e circonscription – Elie Hatem                     | 169            | 0,37%    |
| Yonne – 2e circonscription – Cyrille Rey-Coquais          | 149            | 0,4%     |
| Hauts-de-Seine – 3e circonscription – Arnaud Fournet      | 150            | 0,34%    |
| Hauts-de-Seine – 4e circonscription – Anne Le Baut        | 152            | 0,42%    |

#### Après les législatives de 2017
En octobre 2017, Franck Sinisi, conseiller municipal de Fontaine, dans l'Isère, et unique élu de Civitas, est poursuivi pour des propos haineux à l'encontre des Roms. En décembre 2017, des militants de Civitas perturbent une cérémonie œcuménique et inter-religieuse à Lyon. Civitas déclare dans un communiqué « réparer publiquement cette offense faite à Dieu et à son Église. Le cardinal Barbarin était présent à ce cirque blasphématoire, organisé entre autres avec des pasteurs protestants (…) Des militants catholiques ne pouvaient pas laisser ce scandale impuni ». D'autres perturbations avaient déjà eu lieu lors de cérémonies organisée par l'Église catholique avec des protestants, des juifs et des musulmans.
En 2018, la revue ProChoix observe que « l'activité de Civitas semble être assez mince ».
Civitas organise son université d'été 2018 dans un domaine privé près de Poitiers, sur le thème « Les droits de l'homme contre le pays réel ». Plusieurs conférences et ateliers y sont proposés,.
Selon Alain Escada, un nombre important de militants participe au mouvement des Gilets jaunes.
Civitas s'allie avec deux autres groupuscules d'extrême droite, la Dissidence française et la Ligue du Midi, pour les élections municipales de 2020, avec pour stratégie de viser les petites communes où aucun candidat ne se présenterait. Aucune commune n'est toutefois remportée par le mouvement.

### Évènements lors de l'université d'été de 2023 et procédure de dissolution
Civitas organise du 29 au 31 juillet 2023 son université d'été à Pontmain (Mayenne). L'organisation invite Pierre Hillard, proche d'Alain Soral, épinglé par Conspiracy Watch pour ses déclarations conspirationnistes et antisémites, à s'exprimer lors d'une table ronde. Il y défend l'idée que la naturalisation des Juifs à partir de janvier 1791 serait la cause de l'immigration qu'a connue et que connaît toujours la France, et que les Juifs seraient la cause de la déchristianisation de la France. Il conclut en appelant à revenir au régime d'« avant la naturalisation des juifs en 1791 »,.
Cette séquence crée une vive polémique sur les réseaux sociaux. Les déclarations de Pierre Hillard, « critiquée[s] par plusieurs personnalités politiques, de la France insoumise à Renaissance, mais aussi par les organisations de l’Union des étudiants juifs de France et de la Licra » sont unanimement qualifiées d'antisémites.
Gérald Darmanin, ministre de l'Intérieur, annonce amorcer une procédure de dissolution du mouvement Civitas le 8 août,.
Cette dissolution est actée le 4 octobre 2023,. Le décret de dissolution liste notamment « les propos antisémites et islamophobes tenus par des militants de Civitas ainsi que les invités de ses événements, mais aussi ses nombreux hommages à des figures de la collaboration ou du régime nazi », mais également les appels à l'insurrection du président de l'organisation, Alain Escada, et l'entrainement de ses militants à combattre. Elle est dissoute sur le fondement des articles 3°, 5° et 6° de l'article L. 212-1 du code de la sécurité intérieure, modifié par la Loi confortant le respect des principes de la République (dite « séparatisme ») promulguée le 24 août 2021. Civitas annonce envisager des recours juridiques contre la dissolution.
Le 30 décembre 2024, le Conseil d'État confirme la dissolution et rappelle que  l’association a « rendu hommage à des personnalités favorables à la collaboration » pendant la Seconde Guerre mondiale, tenu « régulièrement » des propos antisémites, appelé à la discrimination contre les personnes de confession musulmane ou « développé une vision hostile aux personnes homosexuelles », présentées de façon « dégradante »,.
En 2024, la branche parisienne de Civitas utilise l'association Sainte Geneviève Paris comme faux-nez.

## Développements à l'international

### Suisse
En 2021, le mouvement ouvre une section suisse dirigée par Alain Späth. Une de ses premières actions est une manifestation d'une trentaine de personnes en octobre 2021 contre la mini-série La vie de J.C. de la Radio télévision suisse.

### Belgique
En septembre 2023, dans le contexte de la procédure de dissolution enclenchée en France, Alain Escada crée l'association Civitas international à Bruxelles, dont l'objectif est selon l'un de ses communiqués « de coordonner l'action des groupements Civitas dans les divers pays, de faire connaître les positions du groupement et de contrecarrer les contraintes injustes posées par des politiciens locaux ».

## Principales actions

### Opposition à des pièces de théâtre
Le mouvement Civitas se fait remarquer en 2011 à Paris en manifestant plusieurs soirs de suite en opposition à des pièces de théâtre notamment celle de Romeo Castellucci Sur le concept du visage du fils de Dieu présentée au Théâtre de la Ville — une représentation est interrompue par des militants qui montent sur scène ou jettent des œufs et de l'huile de vidange sur les spectateurs à l'extérieur — mais aussi devant le théâtre du Rond-Point où se jouait la pièce de théâtre Golgota picnic de Rodrigo García qu'il jugeait blasphématoire. Civitas dénonce ce qu'il appelle la « christianophobie » et organise alors une manifestation plus importante le 29 octobre 2011, tandis que le cardinal André Vingt-Trois, président de la Conférence des évêques de France, déclare que ces manifestants « ne disposent d’aucun mandat pour défendre l’Église ».

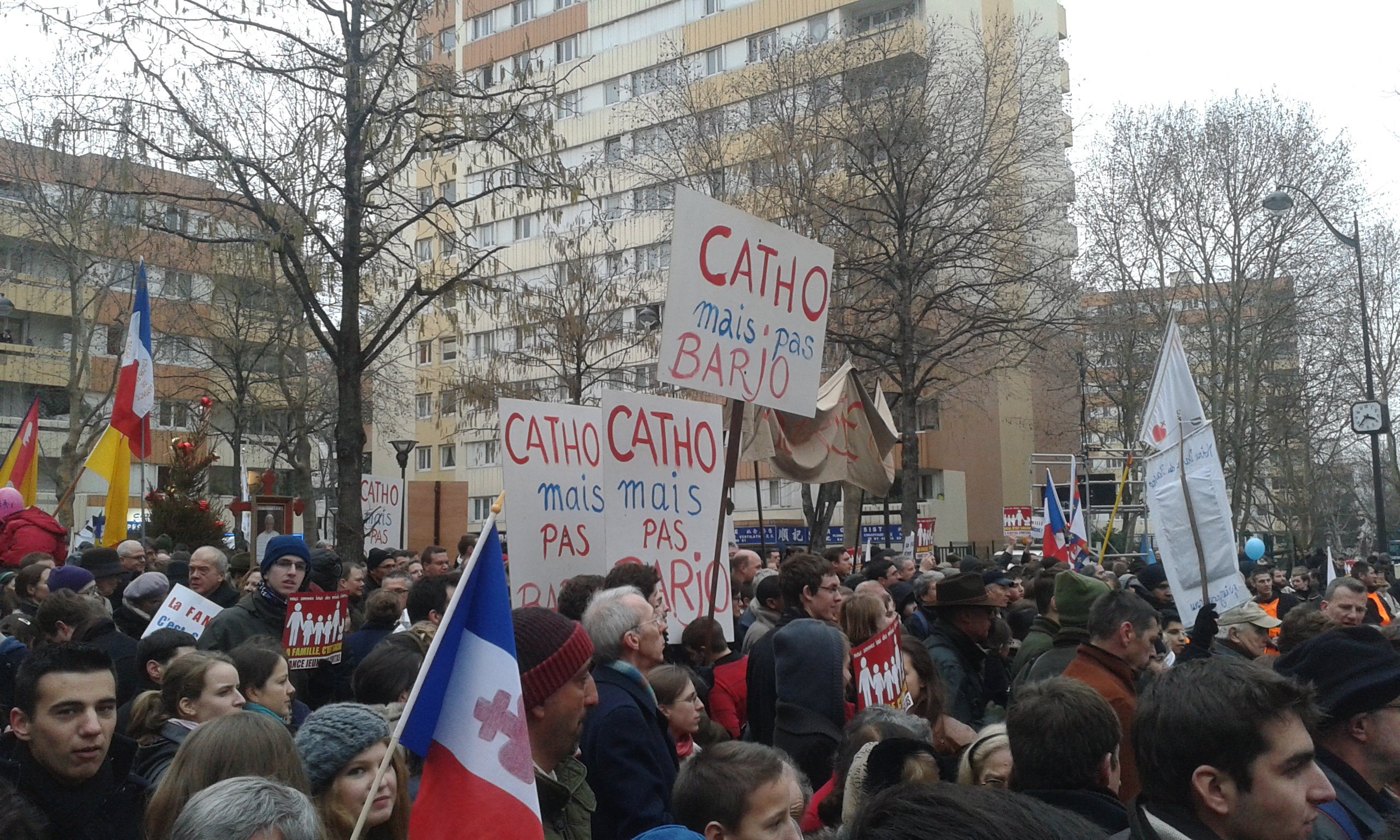
Civitas à la manifestation du 13 janvier, place Pinel.

Les actions contre la pièce de Romeo Castellucci entraînent la désapprobation tant de la mairie de Paris que de hauts dignitaires catholiques.
Najat Vallaud-Belkacem, porte-parole du gouvernement, juge « déplacé » le mot d'ordre de la manifestation du 18 novembre 2012 organisée par Civitas : « Non à l'homofolie ». Des incidents surviennent en marge de cette manifestation. Des féministes du groupe Femen, torse nu et portant une caricature d'habit de nonne, utilisent des extincteurs à poudre pour asperger des manifestants dont, d'après les organisateurs, des enfants. La journaliste Caroline Fourest, un photographe de l'AFP et des Femen sont pris à partie et pour certains, frappés,. La police procède à cinq interpellations. Après ces incidents, six députés socialistes demandent la dissolution de Civitas,.
Selon l'historienne Galia Ackerman, c'est le service d'ordre de Civitas qui a attaqué les Femen. Selon l'écrivain René Guitton, « l'institut intégriste avait voulu se distinguer des autres courants catholiques en initiant sa propre marche, celle en marge de laquelle des militantes féministes et des journalistes furent agressés par des participants au défilé ». D'après Civitas, la manifestation a été « victime » des militantes du mouvement féministe. De son côté, Jacques Bompard, député-maire d'Orange, dénonce les actions des féministes, qui sont selon lui responsables des débordements. Civitas annonce avoir déposé plainte pour exhibition contre ces dernières,. Caroline Fourest, victime de violences, porte elle aussi plainte. Le 19 janvier 2018, le tribunal correctionnel de Paris condamne sept des huit personnes inculpées pour ces faits à diverses peines de prison avec sursis.

#### Condamnations
34 personnes interpellées en marge de la représentation de la pièce « Sur le concept du visage du fils de Dieu » en octobre 2011 sont jugées début 2013 devant la 24e chambre du tribunal correctionnel de Paris pour « entrave à la liberté d'expression ». Le ministère public requiert alors jusqu'à 5 000 euros d'amende. Deux personnes sont relaxées, trois condamnées à des amendes fermes de 1 500, 1 800 et 2 000 euros. Les autres doivent s'acquitter d'amendes allant de 600 à 800 euros euros,.

### Opposition au mariage entre personnes de même sexe

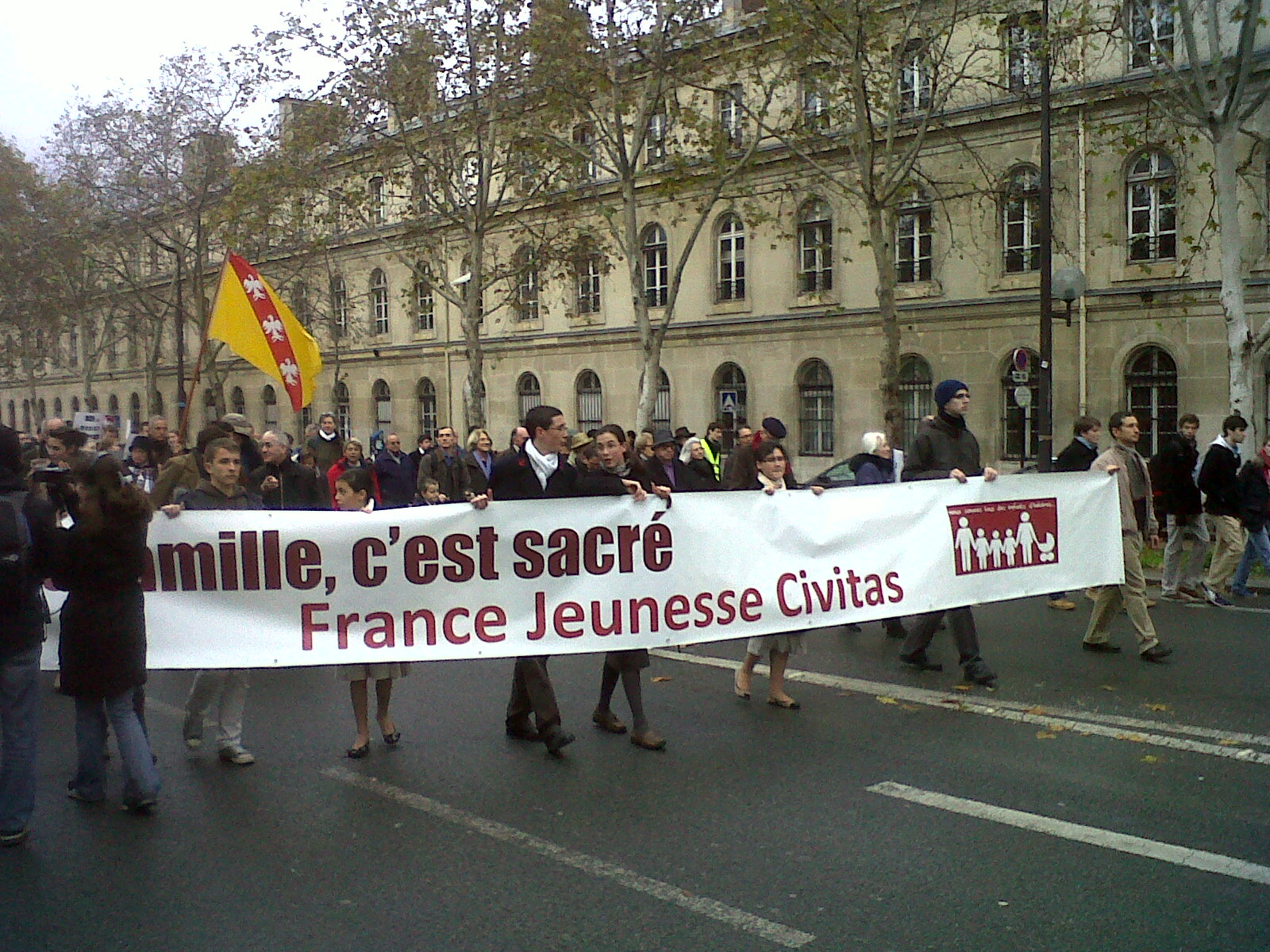
Manifestation « Non à l'homofolie », le 18 novembre 2012.

En juin 2012, Civitas sort un tract avec le slogan « Confieriez-vous des enfants à ces gens-là ? ». Sur la photo prise lors de la Marche des fiertés, on peut voir deux hommes se promenant dans la rue, uniquement habillés de strings en cuir,.
En novembre 2012, Civitas organise une manifestation, partant du ministère de la Famille pour se rendre devant l'Assemblée nationale, contre le projet de « mariage pour tous » ; le mouvement réunit ainsi, selon les sources policières, jusqu'à 8 000 personnes contre l'« homofolie ».
Le 13 janvier 2013, le collectif La Manif pour tous — dont est exclu Civitas — appelle à un rassemblement national contre le projet de loi. Les militants Civitas qui dénoncent le « concept Barjot » se retrouvent au départ de la place Pinel. Ils protestent contre le mariage homosexuel avec pour mot d'ordre « Catholiques pour la famille ». Les organisateurs revendiquent 50 000 participants, tandis que les forces de l'ordre en comptent 8 000. Les reporters du Monde, du Nouvel Obs et de L'Express parlent de « quelques milliers de manifestants ».

### Opposition à la «théorie du genre»
Fin janvier 2014, Civitas apporte son soutien à Farida Belghoul, l'instigatrice des journées de retrait de l'école pour lutter contre ce qu'elle appelle la « théorie du genre », supposée être enseignée dans les établissements d'enseignement publics. Dans le contexte de cette opposition, l'institut doit faire face à une polémique au sujet d'une photo relayée sur son site montrant un professeur d'éducation sexuelle dans des positions qu'il juge douteuses. Accusé par la presse et ses opposants de propager une contre-vérité (la photo avait en fait été prise au Canada), Civitas se justifie en assurant qu'elle n'avait pas les moyens d'authentifier l'origine de l'image et que celle-ci n'enlève rien à son caractère choquant. Selon Les Décodeurs du journal Le Monde, n'importe qui pouvait authentifier rapidement l'origine des images en question.
Une nouvelle polémique survient quelques jours plus tard quand Civitas appelle à protester auprès de la chaîne de télévision Arte contre la diffusion du film Tomboy, que Civitas dénonce comme faisant de la « propagande pour l’idéologie du genre ». Civitas déclare que « ce film ne répond pas à la mission d’Arte qui est de "concevoir, réaliser et diffuser des émissions de télévision ayant un caractère culturel" », et appelle à « protester poliment mais fermement »,.
En mars 2023, Civitas s'oppose à un spectacle sur le genre ayant lieu à Nantes. D'après Ouest-France, un membre de Civitas aurait effectué un sabotage dans les installations techniques du spectacle. Civitas dément toutefois tout lien avec le saboteur,.

### Défilé de Jeanne d'Arc à Paris et autres manifestations
Le 10 mai 2015, Civitas participe à l'organisation d'une mobilisation d'extrême droite pour la Fête nationale de Jeanne d'Arc et du patriotisme. À cette occasion, la base du mouvement est élargie, avec une ouverture plus politique vers des anciens du mouvement La Manif pour tous ou des dissidents du Front national. Cette ouverture ne compense que partiellement le désinvestissement des catholiques traditionalistes. La FSSPX a en effet pris ses distances et ne relaie plus les activités de Civitas.
Le 17 octobre 2015, Civitas réunit encore 250 personnes (selon l'AFP) dans sa manifestation parisienne en « soutien aux chrétiens d'Orient persécutés », et contre « les États-Unis et leurs alliés » à qui Civitas reproche de vouloir déstabiliser le Moyen-Orient.
En octobre 2015, Civitas appelle également à trois rassemblements « pour la famille » afin de protester contre le synode de l'Église catholique qui se tenait à Rome[source secondaire nécessaire].

### Relations avec l'extrême droite et Fête du pays réel
En 2017, une alliance est conclue entre les comités Jeanne de Jean-Marie Le Pen, le parti Civitas et le Parti de la France de Carl Lang, afin de présenter des candidats communs aux élections législatives de juin 2017.
Le 11 mars 2017, Civitas organise sa première « Fête du pays réel », qui réunit 300 personnes à Rungis autour de Carl Lang, d'Alain Escada et de Jean-Marie Le Pen. Les thèmes des interventions sont purement politiques, portant notamment sur l'immigration, avec la présence remarquée de la romancière Marion Sigaut.

### Opposition à des concerts ayant lieu dans des églises
En décembre 2021, Civitas relaie un appel à la mobilisation contre un concert de la chanteuse Anna von Hausswolff devant se tenir dans l'église Notre-Dame-de-Bon-Port de Nantes. Le concert est annulé en raison de la mobilisation de militants intégristes.
En avril 2023, Civitas empêche la tenue d'un concert du chanteur Bilal Hassani, qui devait avoir lieu dans une basilique de Metz, pourtant désacralisée, en envoyant au chanteur des menaces,. Il finit par porter plainte, de même que plusieurs associations.
En mai 2023, des militants de Civitas bloquent l'entrée de l'église Saint-Cornély de Carnac, dans laquelle l'organiste Kali Malone devait se produire. En conséquence du blocage, Civitas obtient l'annulation du concert.

## Positionnement politique
Civitas est généralement considérée comme catholique intégriste,,, « national-catholique » et d'extrême droite,,,. Le Global Project Against Hate and Extremism (GPAHE) a publié un rapport dans lequel il classait Civitas comme une organisation « complotiste », « anti-LGBT », et « nationaliste religieuse ». Après avoir été fortement médiatisée en 2012 et 2013, Civitas est en perte de vitesse, selon ProChoix.
L'association se définissait elle-même comme un « lobby catholique traditionaliste ». Ce groupe, que le journaliste Luc Chatel a estimé d'abord proche de la Fraternité sacerdotale Saint-Pie-X (FSSPX),, a pris ensuite son autonomie et s'est rapproché d'un autre groupe religieux, les Capucins de Morgon, à mesure qu'il se politisait, jusqu'à devenir un parti politique.
Civitas adhère à la Coalition pour la vie et la famille, avec le soutien de membres de l'extrême droite européenne, qui est reconnue par le Parlement européen comme parti politique européen.
Au cours de la pandémie de Covid-19, Civitas se distingue par une position complotiste ou d'opposition aux mesures de lutte contre la pandémie, notamment en se rapprochant de figures « covido-sceptiques » telles qu'Alexandra Henrion-Caude. Les positions d'Alain Escada, leader du mouvement, font elles aussi polémique.